# 15132 Steigmeyer
15132 Steigmeyer eller 2000 EZ69 är en asteroid i huvudbältet som upptäcktes den 10 mars 2000 av LINEAR i Socorro County, New Mexico. Den är uppkallad efter August J. Steigmeyer.
Asteroiden har en diameter på ungefär 2 kilometer.